# Le Voleur de visages
Le Voleur de visages (顔泥棒, Kao Dorobō) est un recueil de shōjo mangas de Junji Itō prépubliés dans les magazines Monthly Halloween et Nemuki entre décembre 1987 et 1997 puis publié par Asahi Sonorama en un volume relié sorti en janvier 1998. La version française a été éditée par Tonkam dans la collection « Frissons » en un tome sorti en novembre 2008.
Ce recueil fait partie de la « Itoh Junji Kyofu Manga Collection (伊藤潤二恐怖マンガＣｏｌｌｅｃｔｉｏｎ) », publié sous le no 4 au Japon et no 2 en France.

## Sommaire
Le Voleur de visages (顔泥棒, Kao Dorobō)
Les Épouvantails (案山子, Kakashi)
Chutes (落下, Rakka)
Les Fils rouges (赤い糸, Akai Ito)
Mes ancêtres (ご先祖様, Go-senzo-sama)
Les Ballons aux pendus (首吊り気球, Kubitsuri Kikyū)

## Publication
| no | Japonais         | Japonais       | Français        | Français          |
| no | Date de sortie   | ISBN           | Date de sortie  | ISBN              |
| -- | ---------------- | -------------- | --------------- | ----------------- |
| 1  | 1er janvier 1998 | 978-4257903161 | 5 novembre 2008 | 978-2-7595-0090-1 |

## Distinctions
En 2009, Le Voleur de visages a reçu le prix manga de la Nuit du livre, qui récompense les publications à la forme originale. La même année, le manga a été nommé en sélection officielle du 36e festival international de la bande dessinée d'Angoulême.

## Adaptation
L'histoire Les Épouvantails (案山子, Kakashi) est adaptée au cinéma en 2001 par Norio Tsuruta sous le titre Kakashi.
L'histoire Les Ballons aux pendus (首吊り気球, Kubitsuri Kikyū) est adaptée au cinéma en 2000 par Issei Oda et plus tard en animation dans le troisième épisode de la série animée Maniac par Junji Itō : Anthologie Macabre.

### Première parution
1. ↑  Monthly Halloween, décembre 1987.
2. ↑  Monthly Halloween, décembre 1991.
3. ↑  Monthly Halloween, octobre 1992.
4. ↑  Monthly Halloween, novembre 1990.
5. ↑  Nemuki vol. 29, 1997.
6. ↑  Monthly Halloween, janvier 1994.

### Édition japonaise
Asahi Sonorama
1. 1 2  (ja) « Tome 1 », sur amazon.co.jp.

### Édition française
Tonkam
1. 1 2  (fr) « Tome 1 ».